# Cinca Medio
Cinca Medio (arag. Zinca Meya, kat. Cinca Mitjà) – comarca w Hiszpanii, w Aragonii, w prowincji Huesca. Stolicą comarki jest Monzón. Comarca ma powierzchnię 576,7 km². Mieszka w niej 24 128 obywateli.

## Gminy
- Albalate de Cinca - liczba ludności: 1259
- Alcolea de Cinca - 1137
- Alfántega - 130
- Almunia de San Juan - 661
- Binaced - 1485
- Fonz - 1021
- Monzón - 17215
- Pueyo de Santa Cruz - 371
- San Miguel del Cinca - 849